# Sanne Troelsgaard
Sanne Troelsgaard (Dinamarca; 15 de agosto de 1988) es una futbolista danesa. Juega como Centrocampista y su equipo actual es el FC Rosengård de la Damallsvenskan de Suecia.

## Clubes
| Club         | País      | Año         |
| ------------ | --------- | ----------- |
| Haderslev FK | Dinamarca | 2004        |
| SønderjyskE  | Dinamarca | 2005 - 2009 |
| Brøndby IF   | Dinamarca | 2009 - 2011 |
| Skovbakken   | Dinamarca | 2011 - 2012 |
| Brøndby IF   | Dinamarca | 2012 - 2014 |
| KoldingQ     | Dinamarca | 2014 - 2017 |
| FC Rosengård | Suecia    | 2017 - 2021 |

## Títulos

### Campeonatos nacionales
| Título            | Club       | País      | Temporada   |
| ----------------- | ---------- | --------- | ----------- |
| Elitedivisionen   | Brøndby IF | Dinamarca | 2010 - 2011 |
| Elitedivisionen   | Brøndby IF | Dinamarca | 2012 - 2013 |
| Copa de Dinamarca | Brøndby IF | Dinamarca | 2010        |
| Copa de Dinamarca | Brøndby IF | Dinamarca | 2011        |
| Copa de Dinamarca | Brøndby IF | Dinamarca | 2013        |
| Copa de Dinamarca | Brøndby IF | Dinamarca | 2014        |